# Dave Roberts (baseball, 1972)
Pour les articles homonymes, voir Dave Roberts et Roberts.
David Ray Roberts (né le 31 mai 1972 à Naha, préfecture d'Okinawa, Japon) est un ancien joueur américain de baseball, gérant des Dodgers de Los Angeles de la Ligue majeure de baseball depuis la saison 2016. Il est nommé gérant de l'année dans la Ligue nationale en 2016.
Joueur de 1999 à 2008, il évolue pour cinq équipes du baseball majeur au poste de voltigeur. 
Dave Roberts est célèbre pour son but volé en 9e manche du 4e match de la Série de championnat 2004 de la Ligue américaine, alors que son équipe, les Red Sox de Boston, tiraient de l'arrière par un point et risquaient l'élimination. Le vol du deuxième but par Roberts est vu comme le point tournant,, d'une série où les Red Sox se tirent d'une situation désespérée pour réaliser un revirement historique, battre leurs éternels rivaux les Yankees de New York, puis remporter la Série mondiale 2004 et, ainsi, un premier titre en 86 ans. Le jeu, entré dans la légende, est souvent simplement appelé The Steal (« Le vol »).

## Carrière de joueur
Roberts évolue pour les Indians de Cleveland de 1999 à 2001, les Dodgers de Los Angeles de 2002 à 2004, les Red Sox de Boston en 2004, les Padres de San Diego en 2005 et 2006, puis les Giants de San Francisco en 2007 et 2008. En 832 matchs dans les majeures, il compte 721 coups sûrs, 95 doubles, 53 triples, 23 coups de circuit, 437 points marqués, 243 buts volés, 213 points produits, et affiche une moyenne au bâton de ,266 et un pourcentage de présence sur les buts de ,342.

## Carrière d'entraîneur

### Padres de San Diego
Engagé en octobre 2010, il est instructeur au premier but des Padres de San Diego de la saison 2011 à la saison 2013 avant d'être promu au poste d'instructeur de banc adjoint au gérant Bud Black en 2014. Le 15 juin 2015, Dave Roberts prend brièvement le poste de gérant par intérim des Padres après le congédiement de Black. Il dirige le club pour un seul match, une cuisante défaite de 9-1 aux mains des Athletics d'Oakland le 15 juin 2015. Un nouveau gérant, Pat Murphy, entre en poste le lendemain et Roberts retourne à son rôle d'instructeur.
Après la saison 2015, Roberts est l'un des candidats au poste de gérant des Mariners de Seattle qui échoit finalement à Scott Servais, mais pas à celui des Padres à la suite du congédiement de Pat Murphy.

### Dodgers de Los Angeles
Le 23 novembre 2015, Dave Roberts est nommé gérant des Dodgers de Los Angeles. Succédant à Don Mattingly, il est le 32e homme à occuper ce poste dans l'histoire de la franchise, le 10e depuis le transfert des Dodgers de Brooklyn vers Los Angeles, et le premier issu d'une minorité visible pour l'ancien club de Jackie Robinson.

## Vie personnelle
Dave Roberts est né au Japon d'une mère japonaise prénommée Eiko et d'un père américain membre des Marines, Waymon, et grandit à San Diego aux États-Unis. Il joue pour les Bruins de l'université de Californie à Los Angeles.
En 2010 et au début 2011, Roberts est traité avec succès pour un lymphome de Hodgkin.